# Pino de las dos Pernadas
Pino de las dos Pernadas je mohutný památný strom - borovice kanárská (Pinus canariensis C.Sm). Roste ve svahu na okraji lesa u silnice TF-21 nad městem Vilaflor de Chasna v přírodním parku Parque natural de la Corona Forestal v comarce Abona v provincii Santa Cruz de Tenerife na ostrově Tenerife na Kanárských ostrovech ve Španělsku.

## Historie a popis
Je to úctyhodný populární a velmi starý strom, který vždy „přežil“, protože na jeho kmenu jsou různé odstíny a šrámy po mnoha požárech, nepříznivých povětrnostních jevech nebo lidské činnosti. Je to také nejvyšší strom Kanárských ostrovů, ale také vede žebříček výšky původních druhů celého španělska. Výška stromu je 56,03 m a obvod kmene ve výčetní výšce je 8,3 m (maximální průměr 2,78 m a minimální průměr je 2,68 m), což z něj činí obzvláště impozantní exemplář tohoto robustního a odolného druhu stromu. Pino de las dos Pernadas a blízký (cca 150 m vzdálený) Pino Gordo jsou tedy dvě největší a nejvyšší borovice na Kanárských ostrovech. U stromu jsou informační tabule a okolí je upravené jako vyhlídka s lavičkami.

## Další informace
Pino de las dos Pernadas je celoročně volně přístupný a je přístupný z autobusové zastávky a parkoviště u Pino Gordo po krátké stezce směrem nahoru.

## Galerie

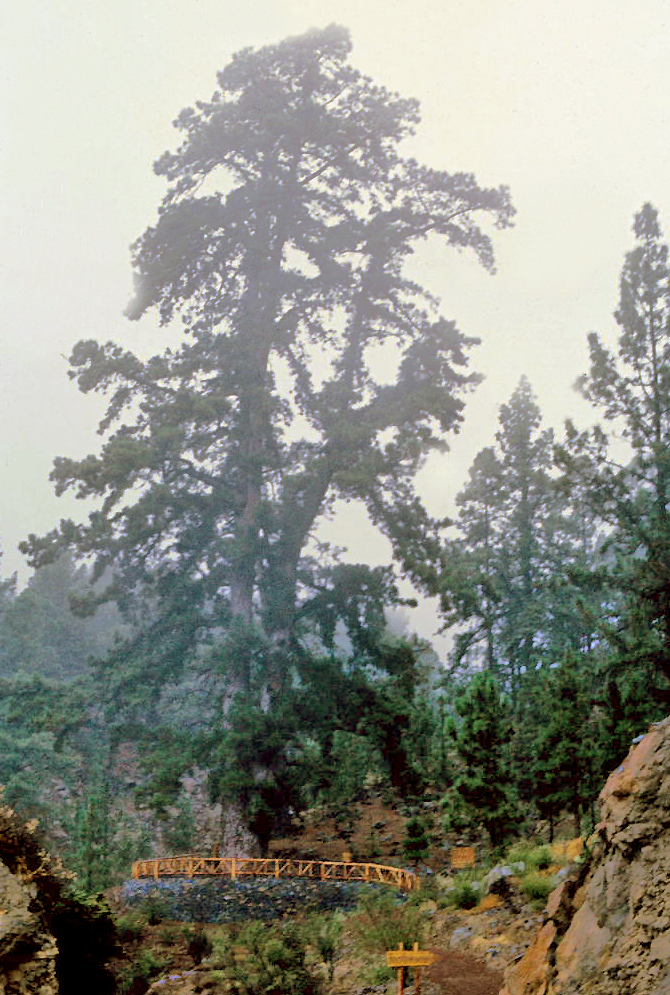
Pohled na celý strom
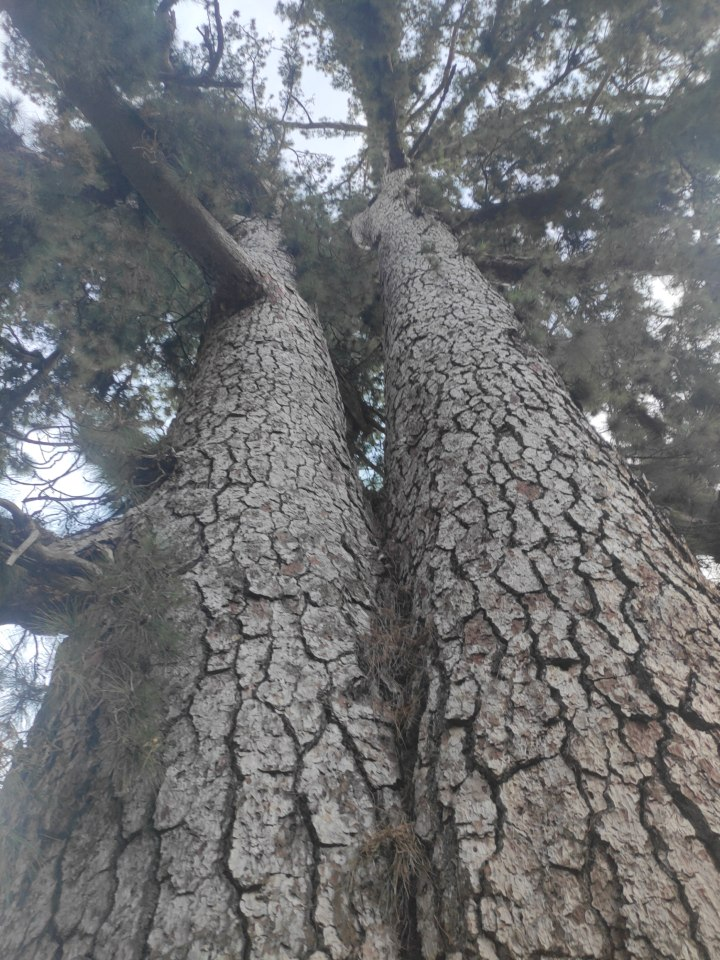
Pohled do koruny stromu
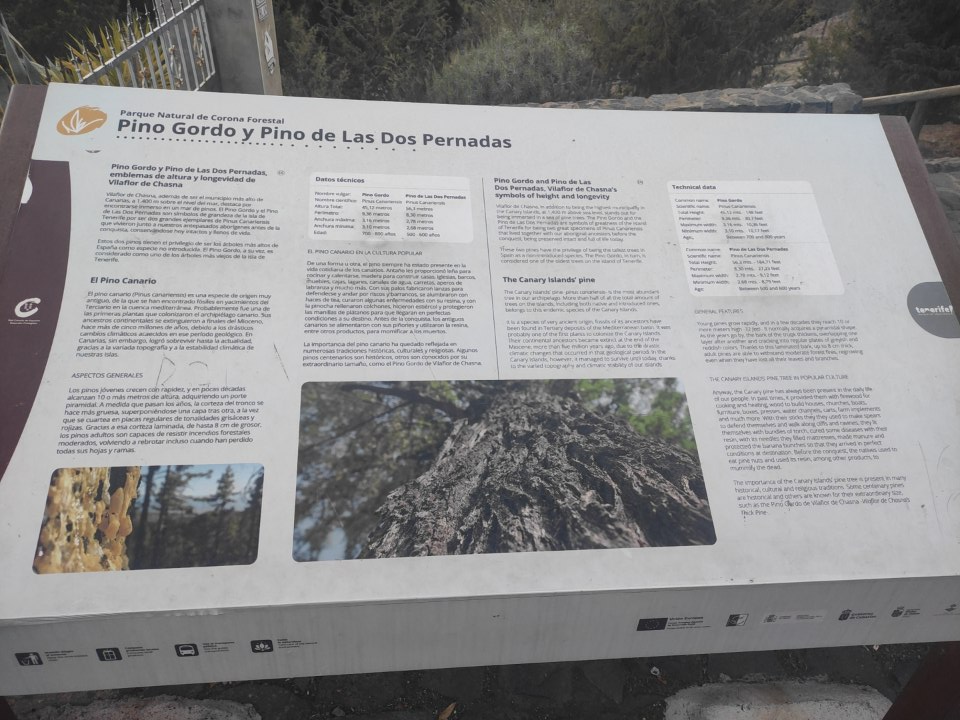
Informační panel u stromu